# Przemysław Prusinkiewicz

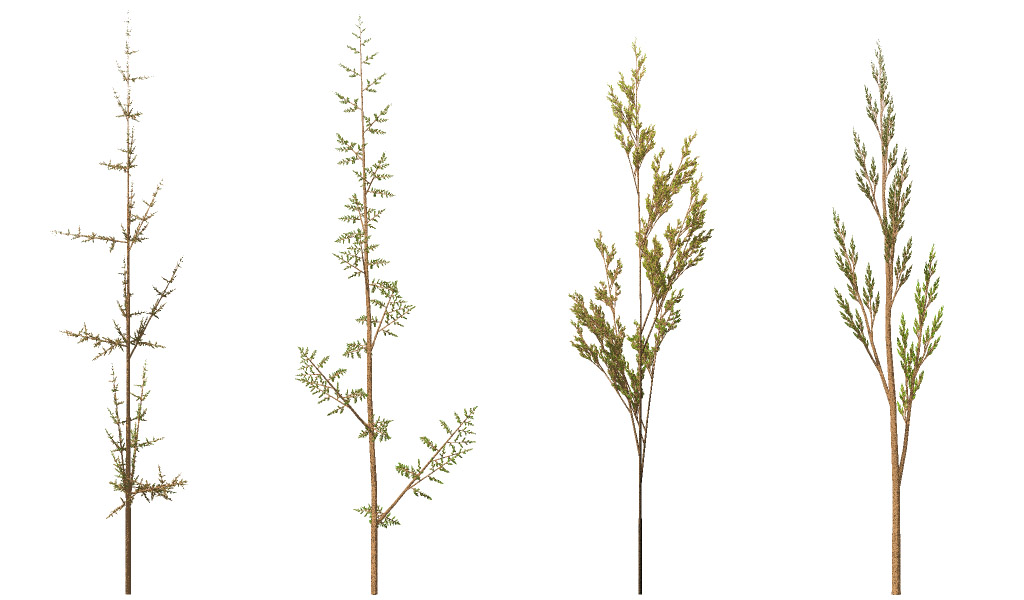
Gras-ähnliche Strukturen, die mit L-Systemen generiert wurden

Przemysław Prusinkiewicz (* 25. Januar 1952) ist ein polnischer Informatiker, der die von Aristid Lindenmayer erdachten L-Systeme erstmals einsetzte, um natürliche Objekte wie Pflanzen zu modellieren. Für seine Arbeit wurde er 1997 mit dem SIGGRAPH Computer Graphics Achievement Award ausgezeichnet.
Prusinkiewicz erwarb 1978 seinen Doktortitel an der Technischen Universität Warschau und ist derzeit Professor für Informatik an der University of Calgary, wo er eine Forschungsgruppe zum Thema „Modellierung, Simulation und Visualisierung von Pflanzen“ leitet. 2014 wurde er zum Mitglied der Royal Society of Canada gewählt.

## L-Systeme und LOGO
Prusinkiewicz arbeitete eng mit Lindenmayer, dem Schöpfer der L-Systeme zusammen. Das Konzept war zunächst dazu gedacht, Interaktion beliebiger Objekte, sogenannte Moduln zu simulieren. Dazu wurden sie in symbolischer Schreibweise formuliert und eine Reihe von Ableitungsregeln legte das Verhalten der Moduln fest. Prusinkiewicz übernahm diese Idee, benutzte die Symbole aber nicht nur als Repräsentation für ein komplexeres Objekt, sondern wies ihnen eine konkrete Bedeutung zu.
Diese Bedeutung übernahm er aus einem Programm der Programmiersprache Logo, in der man mittels einfacher Befehle einen Zeichen-Cursor auf dem Bildschirm steuern konnte. Damit war es möglich einfache Grafiken zu programmieren. Da das zeichnende Objekt in diesem Programm eine Schildkröte war, wird diese Art der Steuerung Turtle-Grafik genannt. Prusinkiewicz gelang es, diese beiden Welten zu verknüpfen, so dass die, durch das Lindenmayer-System erzeugten, Zeichenketten als Befehlsfolge der Turtle-Grafik interpretiert wurden. Somit konnten die ersten Bilder, die Pflanzenwachstum nicht nur symbolisch, sondern geometrisch veranschaulichten erzeugt werden.
Das von ihm entwickelte System wurde von anderen Wissenschaftlern erweitert, so dass heute eine Vielfalt von Abkömmlingen existiert. Darunter befinden sich Varianten in 3D, die Polygon-Modelle erzeugen, Programme die auch Blüten, Blätter und Früchte erzeugen können und welche, die unter Berücksichtigung statistischer Aspekte zufallsgenerierte Pflanzen generieren.

## Veröffentlichungen
- Przemysław Prusinkiewicz, James Hanan: Lindenmayer Systems, Fractals, and Plants (Lecture Notes in Biomathematics). Springer-Verlag, 1989, ISBN 0-387-97092-4.
- Przemysław Prusinkiewicz, Aristid Lindenmayer: The Algorithmic Beauty of Plants (The Virtual Laboratory). Springer-Verlag, 1990, ISBN 0-387-97297-8 (algorithmicbotany.org). (als PDF verfügbar)
- Hans Meinhardt, Przemysław  Prusinkiewicz, Deborah R. Fowler: The Algorithmic Beauty of Sea Shells. 3rd edition Auflage. Springer-Verlag, 2003, ISBN 3-540-44010-0.